# Красномайський
Краснома́йський (рос. Красномайский, ерз. Красномайский) — селище у складі Кочкуровського району Мордовії, Росія. Адміністративний центр Красномайського сільського поселення.

## Населення
Населення — 536 осіб (2010; 537 у 2002).
Національний склад (станом на 2002 рік):
- ерзяни — 46 %
- росіяни — 45 %